# Honda B20A
Honda B20A (также известный как B20A и B21A) — рядный четырёхцилиндровый бензиновый двигатель внутреннего сгорания, выпускавшийся с 1983 по 1991 год японской компанией Honda. Впервые был представлен в 1985 году на Honda Prelude. Также применялся в Honda Accord и Honda Vigor.
Все двигатели B20A имели алюминиевые блоки цилиндров с закрытой палубой и толстые железные гильзы, в то время как двигатель B21A1 имел металлические гильзы цилиндров, армированные волокном.
В основном, двигатель B21A1 являлся переработанной версией двигателя B20A5 с диаметром цилиндра, увеличенным до 83 мм. Размеры внешнего блока должны были оставаться идентичными (хотя на B21 были увеличены внешнее усиление и ремни ГРМ), поэтому компания Honda обратилась к компании Saffil с просьбой создать тонкую, но прочную гильзу цилиндра с использованием армированного волокном металла, которая состояла из матрицы из углеродного волокна, алюминиевого сплава и оксида алюминия. Втулка изнашивает поршневые кольца, что приводит к низким показателям сжатия, сильному задымлению и высокому расходу масла. Во многих ситуациях можно просто заменить изношенные кольца, чтобы восстановить прежнюю производительность двигателя. Многие механические цеха не пытаются повторно заточить или расточить втулки FRM, так как этот тип втулки будет расслаиваться во время операций обработки.

## Первое поколение
Первое поколение двигателей Honda B20A применялось с 1983 по 1987 год в Prelude 2.0SI на японском и европейском рынках, а с 1986 по 1989 год — в Vigor и Accord. Двигатели развивали мощность 118 кВт (160 л. с.) и крутящий момент 172 Н⋅м. Аналогичный двигатель, получивший название B18A, имел два карбюратора Keihin.

## Второе поколение
Второе поколение двигателей Honda B20A применялось с 1987 по 1991 год в Prelude. Блоки цилиндров, расположенные под углом 18 градусов, наклонены к противопожарной перегородке.

## B20A, B20A1
- Клапанов: 16
- Цилиндров: 4
- Клапанный механизм: DOHC
- Топливная система: PGM-FI

Применения:
- Серийные номера 1000001~, 1500001~ и 1550001~
  - 1985—03.1987 Honda Prelude (не в США)
  - 06.1985—04.1987 Honda Accord (не в США)
  - 06.1985—04.1987 Honda Vigor (не в США)
- Серийные номера 1600001~ и 1640001~
  - 05.1987—08.1989 Honda Accord (не в США)
  - 05.1987—08.1989 Honda Vigor (не в США)
- Объём: 1958 см3
  - Диаметр цилиндра: 81 мм
  - Ход поршня: 95 мм
- Степень сжатия: 9,4:1
- Мощность:
  - 06.1985—04.1987 JDM GOLD TOP B20A: 118 кВт (160 л. с.) при 6300 об/мин; крутящий момент: 186 Н·м при 5000 об/мин с использованием ЭБУ PH3 (по данным JIS Grots)
  - 05.1987—08.1989 JDM BLACKTOP B20A: 107 кВт (145 л. с.) при 6200 об/мин; крутящий момент: 173 Н·м при 4000 об/мин с использованием ЭБУ PH3 и нового двухступенчатого впускного коллектора (по данным JIS Net)
  - EDM B20A1 Gold Top: 101 кВт (137 л. с.) при 6000 об/мин; крутящий момент: 172 Н·м при 4000 об/мин с использованием ЭБУ PJ5 (602,603,752), PJ7 и PH3 с вакуумным опережением
- Трансмиссия: B2K5 (1986—1987), F2K5 (1988—1989)

Модели B20A, применявшиеся с 1988 по 1991 год в Prelude, имеют следующие технические характеристики:
- Клапанов: 16
- Цилиндров: 4
- Клапанный механизм: DOHC
- Топливная система: PGM-FI

- Применения:
  - 1987—1991 Honda Prelude (не в США)
- Мощность: 107 кВт (145 л. с.) при 6000 об/мин
- Крутящий момент: 128 фунт·фут при 4500 об/мин
- Степень сжатия: 9,4:1

## B20A2
- Клапанов: 16
- Цилиндров: 4
- Клапанный механизм: DOHC
- Топливная система: PGM-FI
- Применения:
  - 1987—1989 Honda Accord (CA5), Европа
- Мощность: 101 кВт (137 л. с.) при 6000 об/мин

## B20A3
- Клапанов: 12
- Клапанный механизм: SOHC
- Карбюраторов: 2
- Применения:
  - 1987—1990 Honda Prelude 2.0 S[5]
- Мощность: 81 кВт (109 л. с.) при 5800 об/мин (MT) с каталитическим нейтрализатором, 86 кВт (115 л. с.) при 5800 об/мин без каталитического нейтрализатора
- Крутящий момент: 150 Н·м при 4500 об/мин
- Топливная система: PGM-CARB (PK-1)

## B20A4
- Клапанов: 12
- Клапанный механизм: SOHC
- Карбюраторов: 2
- Применения:
  - 1987—1991 Honda Prelude (за пределами США)
- Объём: 1958 см3
- Диаметр цилиндра x ход поршня (мм): 81 x 95
- Степень сжатия: 9,2:1
- Мощность: 114 л. с. при 5800 об/мин
- Крутящий момент: 116 фунт·фут при 4500 об/мин

## B20A5
- Клапанов: 16
- Клапанный механизм: DOHC
- Применения:
  - 1987—1991 Honda Prelude 2.0Si
- Мощность: 101 кВт (135 л. с.) при 6200 об/мин
- Крутящий момент: 172 Н·м при 4000 об/мин
- Объём: 1958,14 см3
- Степень сжатия: 9,0:1

## B20A6
- Клапанов: 16
- Клапанный механизм: DOHC
- Топливная система: PGM-FI
- Применения:
  - 1987—1991 Honda Prelude (не в США), Австралия (внутренний рынок)
- Мощность: 106 кВт (142 л. с.) при 6000 об/мин
- Крутящий момент: 174 Н·м при 4500 об/мин

## B20A7
- Клапанов: 16
- Клапанный механизм: DOHC
- Топливная система: PGM-FI
- Применения:
  - 1987—1991 Honda Prelude (не в США), Великобритания, Франция, Голландия, Норвегия, ЮАР, Новая Зеландия
- Мощность: 110 кВт (150 л. с.) при 6000 об/мин
- Крутящий момент: 132 фунт·фут (180 Н·м) при 5500 об/мин
- Степень сжатия: 10,5:1
- Диаметр цилиндра: 81 мм
- Ход поршня: 95 мм
- Объём: 1958 см3

## B20A8
- Клапанов: 16
- Клапанный механизм: DOHC
- Топливная система: PGM-FI
- Применения:
  - 1987—1991 Honda Prelude (не в США), Россия, Швеция (внутренний рынок)
  - 1988—1989 Honda Accord (не в США)
- Мощность: 98 кВт (133 л. с.) при 6000 об/мин

## B20A9
- Клапанов: 16
- Цилиндров: 4
- Клапанный механизм: DOHC
- Топливная система: PGM-FI
- Применения:
  - 1990—1991 Honda Prelude (не в США), Финляндия, Германия, Норвегия, Нидерланды, Россия, Аргентина
- Мощность: 104 кВт (139 л. с.) при 6000 об/мин
- Крутящий момент: 129 фунт·фут (175 Н·м) при 4500 об/мин
- Степень сжатия: 9,3:1

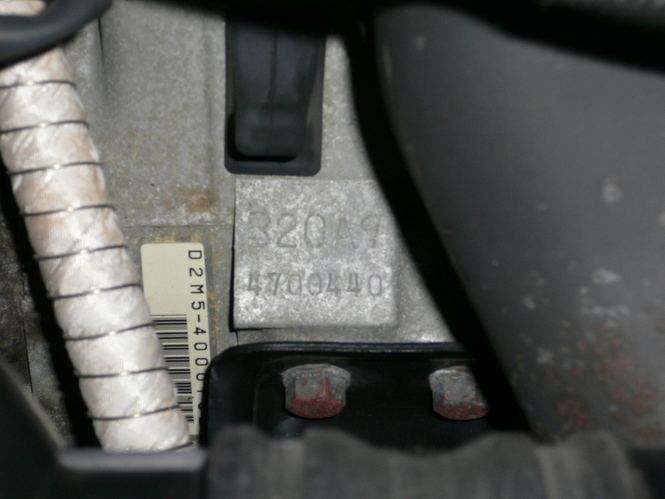
Этикетка с кодом двигателя B20A9

## B21A
- Клапанов: 16
- Клапанный механизм: DOHC
- Топливная система: PGM-FI
- Применения:
  - 1990—1991 Honda Prelude Si States, Япония
- Мощность: 107 кВт (143 л. с.)
- Крутящий момент: 186 Н·м
- Степень сжатия: 9,4:1[6]
- ЭБУ: Honda PK-3

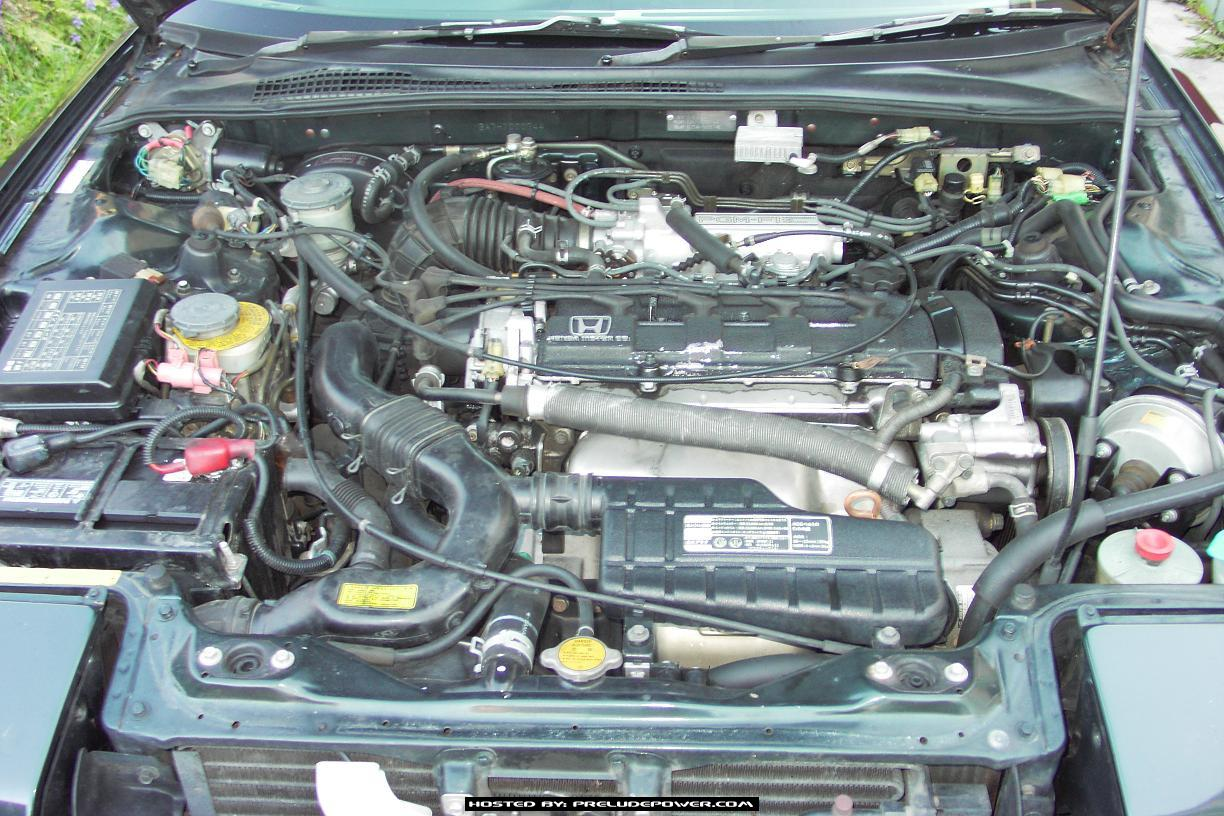
B21A
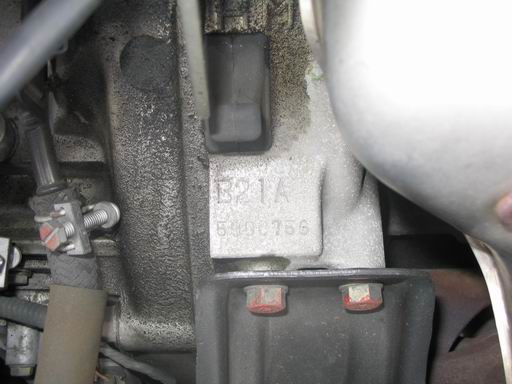
Этикетка с кодом двигателя B21A

## B21A1
- Клапанов: 16
- Клапанный механизм: DOHC
- Топливная система: PGM-FI
- Применения:
  - 1990—1991 Honda Prelude SI USDM
  - 1990—1991 Honda Prelude SR, Канада
- Мощность: 104 кВт (140 л. с.) при 5800 об/мин
- Крутящий момент: 135 фунт-фут (183 Н·м) при 5000 об/мин
- Объём: 2056,03 см3
- Диаметр цилиндра: 83 мм
- Ход поршня: 95 мм
- Степень сжатия: 9,4:1

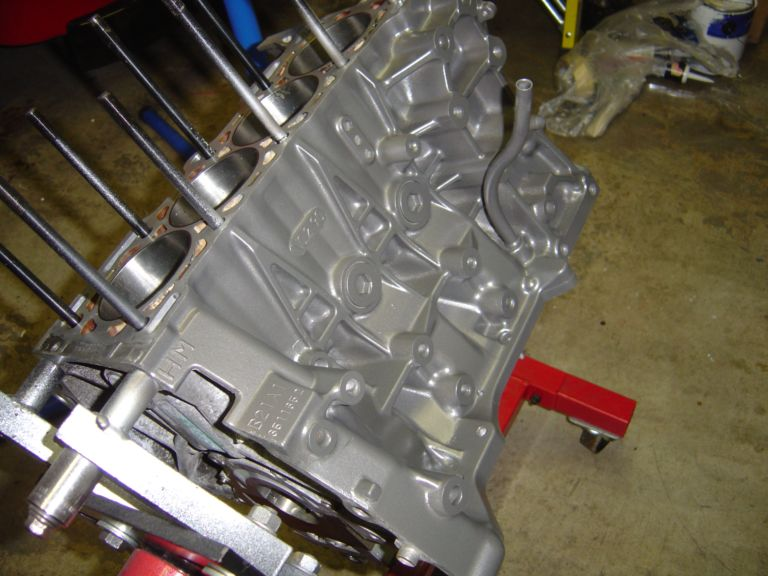
Блок цилиндров (вид спереди)
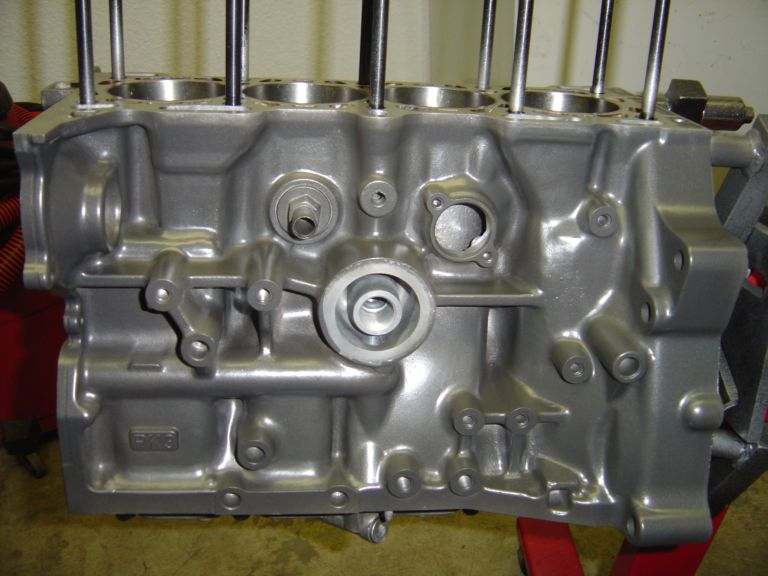
Блок цилиндров (вид сзади)